# Królewska Akademia Sztuk Pięknych San Carlos w Walencji
Królewska Akademia Sztuk Pięknych San Carlos w Walencji (hiszp. Real Academia de Bellas Artes de San Carlos lub Escuela de Bellas Artes de Valencia).
Akademia powstała na skutek petycji artystów walencjańskich do króla Ferdynanda VI, w której prosili o utworzenie akademii sztuki w ich regionie. Król wyraził zgodę i utworzona została Academia de Santa Bárbara, nazwana w ten sposób na cześć małżonki króla Marii Barbary Portugalskiej. Po śmierci króla szkoła upadła na skutek problemów finansowych.
14 lutego 1768 r. akademia została przywrócona przez króla Karola III, ranga uczelni została podniesiona do Królewskiej Akademii Sztuki. Akademię na cześć króla nazwano Real Academia de las Tres Nobles Artes de San Carlos. Jako wzór strukturalny i programowy wyznaczono Królewską Akademię Sztuk Pięknych św. Ferdynanda w Madrycie.